# Aimez-vous Brahms…
Pour l’article homonyme, voir Aimez-vous Brahms… (film).
Aimez-vous Brahms.. est un roman de l'écrivaine française Françoise Sagan, publié en 1959.
Le titre de ce livre est repris dans le mélodrame coréen de 2020 avec Park Eun-Bin : 브람스를 좋아하세요?
Le livre est également mentionné dans le film coréen de Kim Jong-Kwan (2020 - Josée :  조제) comme l’ouvrage que le personnage principal allait acheter le jour de son accident. 

## Résumé
À trente-neuf ans, Paule est une décoratrice d'intérieur divorcée. Roger, son amant, qui brasse d'importantes affaires, lui rend des visites espacées qu'elle attend avec une certaine indolence. Elle tient à cette relation, mais désire également préserver son indépendance et sa liberté. Certes, elle voudrait parfois aller plus loin avec Roger, se rapprocher de lui, au lieu de le laisser collectionner des aventures sans lendemain.
À un tournant de sa vie, en somme insatisfaite, elle rencontre Simon, le fils de Mme Van Der Besh, une riche cliente américaine. Âgé de 25 ans, il est beau, nonchalant, enfantin. Il s'éprend de Paule, la courtise, en tombe passionnément amoureux. Paule est touchée par ses attentions, mais garde ses distances jusqu'au jour où il l'invite à un concert Brahms donné à la salle Pleyel. Croyant voir en lui un être sensible à la musique, elle cède et, pendant plusieurs semaines, accepte la passion que lui offre le jeune homme.
Paule comprend bientôt que son amour pour Roger lui est, en dépit de tout, plus précieux. Confrontée en outre à la réprobation de la société sur la différence d'âge, elle met un terme, non sans tristesse, à sa relation avec Simon, lui enviant son chagrin si violent et si beau. Elle n'aura pourtant pas la force de couper les ponts et reverra le jeune homme, tout en établissant une relation plus satisfaisante avec Roger.

## Incipit
L'incipit du roman est : « Paule contemplait son visage dans la glace et en détaillait les défaites accumulées en trente-neuf ans, une par une, non point avec l’affolement, l’acrimonie coutumiers en ce cas, mais avec une tranquillité à peine attentive. Comme si la peau tiède, que ses deux doigts tendaient parfois pour souligner une ride, pour faire ressortir une ombre, eût été à quelqu’un d’autre, à une autre Paule passionnément préoccupée de sa beauté et passant difficilement du rang de jeune femme au rang de femme jeune : une femme qu’elle reconnaissait à peine. ».

## Adaptation cinématographique
1961 : Aimez-vous Brahms…, d'Anatole Litvak, avec Ingrid Bergman, Yves Montand et Anthony Perkins. (Adaptation plus ou moins fidèle.)